# 日本義肢協会
一般社団法人日本義肢協会（にほんぎしきょうかい）は、義肢装具の材質改善、規格の研究開発、義肢装具の講習会の開催を通して、身体障害者を支援するために活動する公益法人。元厚生労働省社会・援護局障害保健福祉部所管の社団法人で、1967年（昭和42年）に設立された。

## 概要
- 所在地：東京都文京区本郷5-32-7
- 理事長：徳田章三
- 副理事長：相馬充晴
- 常務理事：時吉重雄

その他役員については、同団体ホームページにて公開されている。

## 事業
次の事業を行う。
1. 製品の材質改善、製法規格の適正化に関する共同研究
2. 製品の研究開発を助長するため、必要に応じ医学、工学その他必要部門についてそれぞれの権威者を招聘し、会員に対し講習会の開催をすること等による知識技術の向上と普及
3. 義肢装具の知識と技術向上に必要な研究成果等について本協会の刊行誌に掲載することによる情報提供
4. 外国の製品に関する情報、資料の蒐集
5. 政府の関係機関に対し、その行政施策に必要なる現実に即した諸資料の提供による協力
6. 会員相互の連絡調整